# Atlantihyla spinipollex
Az Atlantihyla spinipollex a kétéltűek (Amphibia) osztályának békák (Anura) rendjébe és a levelibéka-félék (Hylidae) családjába tartozó faj.

## Előfordulása
A faj Honduras endemikus faja. Természetes élőhelye szubtrópusi vagy trópusi nedves síkvidéki erdők, szubtrópusi vagy trópusi nedves hegyvidéki erdők, folyók. A fajt élőhelyének elvesztése fenyegeti. 

## Természetvédelmi helyzete
A vörös lista a veszélyeztetett fajok között tartja nyilván.